# 忍者狂刀
《忍者狂刀》（又译作）是由日本的遊戲公司FromSoftware所開發，於2009年在遊戲主機Xbox 360上所發行的動作遊戲。

## 介紹
- 本遊戲最大的特點就是在遊戲中的劇情片段也不能鬆懈，必須在突如其來的指令結束前按下指令，可以自由改變自身服裝，以及平時大部分的電影中都可以看到的快速移動、攀牆、飛簷走壁等等。
- 劇情的描寫是主角剛開始被派遣到某地區去執行清除變異體的任務，到後來正要消滅第五級變異體-巨型蜘蛛怪時發現他的同夥正在殺死其他的人，此時才發現他師父受到感染，因此他的師父要他抉擇一條路，但是他拒絕了，想要使用那把名為小川刀的刀，卻被他的師父搶來了，接著，主角被他的師父用那把刀刺進心臟，可是他並沒死，就此繼續他的旅程.....

## 遊戲性

### 武器
可以自由切換三把刀，「太刀」、「雙劍」、「大劍」。太刀攻擊速度及攻擊力中等；雙劍攻擊速度快、攻擊力低；大劍攻擊速度慢、攻擊力高。

### 太刀
LV2 - 流星斩 (只有对敌时才能使出，按YY后按LT+YY/键盘上的Ctrl键+YY就能使出。)
*注：上述的流星斩技能说明只是给pc game版本的。

## 登場人物
小川劍(Ken Ogawa、小川剣)
本作的主人公，「GUIDE」的隊員，使用各種忍具和忍術對付敵人。
小川勘兵衛(Kanbe Ogawa、小川勘兵衛)
GUIDE部隊的隊長，最強的忍者，小川劍的父親。